# Buono! 2
Buono! 2 è il secondo album in studio del gruppo idol giapponese Buono!, pubblicato nel 2009.

## Tracce
1. Early Bird
2. Kiss! Kiss! Kiss!
3. Kira Kira (キラキラ)
4. Shōshitsuten -Vanishing Point- (消失点ーVanishing Pointー)
5. Rottara Rottara (ロッタラ ロッタラ)
6. Co-no-Mi-chi (co・no・mi・chi)
7. Minna Daisuki (みんなだいすき)
8. I Need You
9. Gachinko de Ikō! (ガチンコでいこう!)
10. You're My Friend
11. Over the Rainbow
12. Gōru (ゴール)